# Kobyła (Góry Kaczawskie)
Kobyła (niem. Altes Pferd) – wzniesienie o wysokości 626 m n.p.m., w Sudetach Zachodnich, w Górach Kaczawskich.
Szczyt położony jest w Południowym Grzbiecie Gór Kaczawskich, między Przełęczą Widok a Ogierem. Wzniesienie zbudowane jest ze skał metamorficznych: diabazów, zieleńców i łupków zieleńcowych oraz wkładek łupków albitowo-serycytowych i wapieni należących do metamorfiku kaczawskiego. Grzbiet oraz północno-zachodnią stronę wzniesienia pokrywają łąki, południowo-wschodnia część wzniesienia poniżej szczytu częściowo zalesiona lasem dolnoreglowym.

## Turystyka
Południowym zboczem poniżej szczytu przechodzi szlak turystyczny.
 – niebieski odcinek europejskiego długodystansowego szlaku pieszego E3 prowadzący z Przełęczy Widok przez Skopiec do Radomierza i dalej.